# Giuseppina Zacco La Torre
Giuseppina Zacco La Torre (geboren als Giuseppina Zacco am 25. Oktober 1927 in Palermo; gestorben am 30. September 2009 in Rom) war eine italienische Politikerin, kommunistische Abgeordnete des Sizilianischen Regionalparlaments und bekannt für ihre Aktivitäten gegen die Mafia.

## Leben

### Jugend
Giuseppina Vater Francesco Zacco stammte aus einer Familie des palermitanischen Adels, war Militärarzt und von republikanischer Gesinnung. Auch ihre Mutter, Carmela Vullo, gehörte einer alten palermitanischen Adelsfamilie an. Giuseppina Zacco machte Abitur in Palermo.

### Mitgliedschaft im Partito Comunista Italiano (PCI)
Zacco entschied sich – durchaus ungewöhnlich für ein Mitglied des sizilianischen Adels – eines Morgens auf dem Weg zum Tennisclub im Oktober 1948, dem Partito Comunista Italiano (PCI) beizutreten. Sie wollte nach eigenen Angaben ihren Beitrag dazu leisten, dass Italien den Zweiten Weltkrieg und die Zeit des Faschismus überwinden könne. Das Parteibuch der PCI erhielt sie von Pio La Torre, der ihr aber zunächst das Buch „Die Emanzipation der Frau“ in die Hand drückte, mit der Auflage, erst zurückzukommen, wenn sie es gelesen habe und dann werde sie das Parteibuch erhalten. Nur ein Jahr nach diesem Zusammentreffen am 29. Oktober 1949 heirateten die beiden in einem Standesamt in Palermo. Sie wohnten anschließend im Haus ihrer Eltern.

### Politische Arbeit mit Pio La Torre
Auf ihrer Hochzeitsreise erfuhren Pio und Giuseppina durch ein Telegramm vom Massaker von Melissa in Kalabrien. Daraufhin brachen sie ihre Reise ab und riefen in Sizilien zu weiteren Landbesetzungen auf. Das Massaker rief in ganz Italien Empörung hervor und löste eine neue Welle von Streiks und Besetzungen brach liegender Ländereien aus. Dank ihrer organisatorischen Fähigkeiten bekam Zacco bald Führungsaufgaben in der PCI übertragen. Sie übernahm eine führende Rolle bei der Ausarbeitung der Landreform, bereitete Propagandaaktionen vor und unterstützte die Bauern bei der Feldarbeit.
Am 10. März 1950 wurde Pio La Torre während der Besetzung des Anwesens Santa Maria del Bosco in der Gemeinde Bisacquino festgenommen, in das Ucciardone-Gefängnis gebracht und des aggressiven Verhaltens beschuldigt. Er verbüßte anderthalb Jahre Haft unter widrigen Bedingungen. Während seiner Haftstrafe brachte Giuseppina ihren Erstgeborenen Filippo zur Welt. Der Direktor des Ucciardone verbot Giuseppina Zacco, den neugeborenen Sohn selbst ihrem Ehemann vorzustellen. Sie musste ihn stattdessen einer Wache übergeben, die Filippo zu seinem Vater brachte.
1956 wurde der zweite Sohn, Franco, geboren, heute ebenfalls ein engagierter Mafiagegner. Zacco begleitete und unterstützte die politische Arbeit ihres Mannes, der Vorsitzender der sizilianischen Gewerkschaft Confederazione Generale Italiana del Lavoro (CGIL), Vorsitzender der sizilianischen PCI und Abgeordneter in der Assemblea Regionale Siciliana (ARS) war.
1969 wurde Pio La Torre in die Parteizentrale der PCI nach Rom berufen. Giuseppina folgte ihrem Mann mit den Kindern und versuchte, die Familie für ihren Mann als Rückzugs- und Ruheort zu gestalten. 1981 zog die Familie wieder zurück nach Palermo, wo Pio La Torre erneut in die ARS gewählt worden war. Am 30. April 1982 wurden Pio La Torre und sein Chauffeur ermordet. Das von Pio La Torre in Rom vorgeschlagene und nach ihm benannte Gesetz zur Beschlagnahmung des Vermögens der Mafia-Bosse, war der Mafia zu gefährlich geworden. Nach seinem Tod wurde es jedoch sehr bald verabschiedet. Giuseppina La Torre vermachte ein Jahr nach seinem Tod seinen Nachlass dem Istituto Gramsci Siciliano.

### Kampf gegen die Mafia
Nach einer Trauerphase initiierte Zacco auf regionaler und nationaler Ebene eine neue Anti-Mafia-Bewegung. Sie schloss sich mit mutigen Frauen und Witwen von der Mafia ermordeter Politiker zusammen: darunter Rita Bartoli Costa (Witwe des sizilianischen Staatsanwalts Gaetano Costa), Irma Chiazzese (Witwe des Präsidenten der Regione Siciliana Piersanti Mattarella) und Giovanna Terranova (Witwe des sizilianischen Richters Cesare Terranova, der Mitglied der italienischen Abgeordnetenkammer war). In der Organisation Associazione donne siciliane per la lotta contro la Mafia (Vereinigung sizilianischer Frauen gegen die Mafia) sammelten die Frauen Tausende von Unterschriften, um Druck auf Politiker und Staatsbeamte auszuüben und den Kampf gegen die Mafia aufzunehmen.

### Mitglied der Assemblea Regionale Siciliana
1991 kandidierte Giuseppina Zacco auf der Liste des Partito Democratico della Sinistra (PDS) und wurde in die ARS gewählt. Sie trat im Oktober 1995 zurück, einige Monate vor dem offiziellen Ende ihrer Amtszeit.
Die Asche von Giuseppina Zacco La Torre wurde auf dem Kapuzinerfriedhof in Palermo im Grab ihres Mannes beigesetzt.

### Trivia
Walter Veltroni drehte eine Dokufiktion mit dem Titel „Ora tocca a noi“ (Jetzt sind wir dran) über die Ermordung von Pio La Torre und seinem Fahrer Rosario Di Salvo. Die Schauspielerin Silvia Francese verkörpert darin Giuseppina Zacco La Torre. Der Film hatte Premiere als Sondervorführung auf dem Filmfestival von Rom. Er wurde dann 2022 in Rai Tre ausgestrahlt.